# 今野由梨
今野 由梨（こんの ゆり、1936年〈昭和11年〉6月2日-）は、日本の実業家。ダイヤル・サービス株式会社創業者、代表取締役。公益財団法人日本ニュービジネス協議会連合会顧問、東京商工会議所特別顧問、一般社団法人日本介護事業連合会副会長（理事）、一般財団法人全国SNSカウンセリング協議会常務理事。

## 人物
三重県桑名市生まれ。津田塾大学英文科卒業。
就職面接で「定年まで働いて社長を目指します！」とアピールしたことが災いして就職失敗。
1964年、今野はニューヨーク万博の日本館コンパニオン／広報担当者として渡米した。この年は日本人の海外渡航が自由化された年。円ドル交換レートは1ドル360円。日本からの往復航空運賃だけでも40万円以上、現在に置き換えると400万円に匹敵する時代だった。今野はニューヨークを皮切りにヨーロッパ各国を回って女性創業社長たちとの交流や企業訪問等を行い、来るべき起業の道を模索した。その中でアメリカ、フランス、ドイツ等で出会った電話秘書サービス（TAS:Telephone Answering Service:単なる電話番ではなく、秘書機能を付加したサービス）に注目した。
今野は帰国後33歳の時にダイヤル・サービス株式会社を創業（1969年）し、日本初の24時間年中無休の電話秘書サービスを開始した。今野は電話というインフラを双方向メディアと捉え、専門家が顧客の個別ニーズに応えるというリアルタイムの情報価値を加えたサービスを創造した。今野の創業時（1969年）時点では、法規制のため有料情報サービスの情報料金を電話料金と一緒に回収することはできなかった。
情報サービスに対しての直接課金ができなかった20年間の間、ダイヤル・サービス株式会社はスポンサー企業を求め、安田生命保険（現・明治安田生命）や西武百貨店(1972年)などの大手スポンサーとの契約に成功。その後は味の素、東芝商事などの大企業をスポンサーとして成長を続けた。
1975年には森永乳業がスポンサーとなって「エンゼル110番」をスタートさせた。
1975年5月にはトヨタ自動車をスポンサーとした「子ども110番」をスタート。子供からのお悩み電話相談に応えるという、前代未聞のサービスだった。
1981年4月には、野村證券をスポンサーとした「熟年110番」をスタート。
1987年12月には、NECをスポンサーとした視覚・聴覚障害者のための「NECまごころコミュニケーション」がスタート。視覚障害者に届くさまざまな情報をファクスで送ってもらい、それを電話で読む代読サービスや、聴覚障害者には、本人に代わって電話で聞き取った内容を文章にしてファクスする代筆サービスを提供。「ハンディキャップ110番」として、さまざまな障害に対応する情報機器も導入し、それらの機器を障害者自身が操作して仕事をこなした。
1989年の法改正後、NTT東日本・西日本により情報料代理徴収サービス（ダイヤルQ2）が始まったが、それまでの20年間、今野は世界で初めてスポンサービジネスモデルによる電話相談サービスを続けた。

### ダイヤル・サービスが開始した主な電話相談サービス
- 1969年　「電話秘書サービス」　開設
- 1971年　「赤ちゃん110番」　開設　：　安田生命保険相互会社（スポンサー第1号）、西武百貨店（第2号）、その後は味の素、東芝商事、ライオン油脂、パルコなどが契約。
- 1975年　「エンゼル110番」　開設　：　森永乳業をスポンサーとする育児相談サービス
- 1979年　「子ども110番」　開設　：　世界初、全国の子供達からの直接の電話相談を受けるサービス　：　トヨタ自動車をスポンサーとしてスタート
- 1981年　「熟年110番」　開設　：　松下電器産業、野村證券、西友ストアーをスポンサーとしてスタート
- 同年　　　「ヤング・トーク・トーク・テレホン」　開設　：　若者の交流をサポートするサービス：　セブンイレブン・ジャパンがスポンサー
- 1982年　「食べない子110番」　開設
- 1984年　「食の生活110番」　開設
- 1985年　子ども110番「いじめない　いじめられない」パスポート発行
- 1987年　「まごころコミュニケーション」　開設　：　視聴覚障がい者サポートサービス
- 1988年　「ファミリー・ケア・ダイヤル」　開設　：　企業福利厚生のためのコンシェルジュ
- 1989年　「JAPAN HOT LINE」　開設　：　海外からの旅行者向けの、英語による電話対応サービス
- 1993年　「ボランティア・アクティビティ・ホットライン」　開設
- 1995年　「赤ちゃん共和国」　開設　：　電話音声応答サービス
- 1997年　「セクハラ防止ホットライン」　開設　：　富士ゼロックスの委託相談窓口として
- 1999年　「セクハラ・ホットライン」　開設　：　企業の社員向け外部相談窓口
- 2002年　「JR East Infoline」　開設　：　6カ国語対応開始　：　サッカーワールドカップ対応のため６カ国語サービスを展開
- 2003年　「企業倫理ホットライン」　開設　：　企業のリスクマネジメントのため
- 同年　　　「セクハラ・人間関係ホットライン」　開設　：　ハラスメント全般に対応
- 2004年　「電話応対品質診断」　開設　：　電話応対窓口の応対診断事業
- 2007年　「24時間いじめ相談ダイヤル」　開設　：　子どものための相談窓口、自治体受託
- 2009年　「メンタルヘルス・ホットライン」　開設　：　中小企業経営者や従業員の心的ストレスをケア
- 2010年　「こころと暮らしのほっとライン」　開設　：　トータルEAPサービス
- 2011年　「遠隔カウンセリング」　開設　：　東日本大震災の”被災者の心のケア”サービス　（ソフトバンクモバイルと共同：スマートフォンのテレビ電話機能を活用）
- 2014年　「認知症TESTER」提供開始　：　電話とwebで認知症の傾向がチェックできるサービス
- 同年　　　「在宅訪問診療夜間相談窓口」　開設
- 2015年　「性暴力被害者支援センター24時間相談窓口」　開設
- 2016年　「こころ・めーた」　開設　：　ストレスチェックサービス
- 2017年　「子ども110番」　開設　：　SNSにて実施
- 同年　　　「特養ホットライン」　開設　：　施設職員向け夜間医療相談
- 2018年　「SNS相談」　開設　：　子どもの相談窓口として常設
- 2019年　「内部通報窓口」　開設　：　消費者庁の「内部通報制度認証（自己適合宣言登録制度）」に登録
- 2020年　「ダイヤモンド・プリンセス号乗客、クルー相談窓口」　開設　：　新型コロナウイルスの感染拡大を受け、厚生労働省と協力して相談窓口を設置
- 2021年　「生きるんダイヤル」開設　：　自殺防止のための無料相談電話サービス　：　スポンサーを持たない自社提供

今野は創業以来52年間にわたって、電話を使った全く新しい対話型のビジネスモデルを生み出した。また今野は85歳の現在(* 原稿執筆の2021年8月現在)でも、現役の経営者として一線に立っている。今野は本業の傍ら政府の諮問委員や地方自治体の委員などを50以上受任し、2007年に旭日中綬章を受章。

## 生い立ち
三重県桑名市生まれ。松尾家の６人姉妹の次女。　
桑名市は1945年7月17日の米軍のB-29 爆撃機による空襲を受け、当時9歳だった由梨は至近距離で爆発した爆弾の衝撃で意識を失ったが奇跡的に助かった。1951年桑名高校普通科に進学。大学進学時には女性が東京の大学を受験することに両親の大反対を受けるが説得し、女子大であった津田塾大学を受験して現役で合格。授業料などの支援を一切しないという両親だったが、三重県の奨学金制度に合格し、桑名高校でただ一人、奨学金をもらえることになった。津田塾大学英文科卒業時の就職活動ではテレビ局やメディア関係、海外拠点のある商社などを狙って応募したが、筆記試験は通過して面接までいっても、そこで全て不合格。「男性にひけをとらない仕事をする自信があります。定年まで頑張ります。社長を目指します」と話すと、人事担当者はあきれ返って苦笑するばかり。女性がお茶くみ以外の仕事をすることは求められない時代だった。
就職活動で失敗した由梨は1964年にニューヨークで開催される世界博覧会での日本館のコンパニオン募集の情報を知って応募。応募者3000人、倍率30倍の難関を突破してコンパニオンに採用された。ニューヨークで世界博覧会日本館でのコンパニオン兼広報担当の仕事をしながら、起業の夢のために全ての物を勉強し、TAS(テレフォン・アンサリング・サービス： 電話秘書サービス)という職種の会社の情報を見つけた。女性経営者の下で、数百人の女性オペレーターが電話回線を通じて電話応対による会員制秘書サービスやカタログショッピング・サービスを提供していた。日本ではまだ電話そのものの普及が進んでいたかった頃でもあり、すべてが未来からの啓示に感じられた。その後ヨーロッパのビジネス事情の勉強のためにドイツに渡り　その後、イギリス、フランス、イタリア、スペインなどを回って、電話を使ったコンシェルジェ・サービスの仕事を視察した。
日本に帰国後1969年5月1日、32歳でダイヤル・サービス株式会社を創業した。最初は欧米で知った電話による秘書サービス業。日本初の電話サービス事業であった。オフィスは賃貸の6畳一間に黒電話が2台。今野を含めて女性ばかり7人でスタートした。
創業2年目の1970年には育児ノイローゼで乳児をコインロッカーに遺棄する「コインロッカーベイビー」といった悲惨な事件が相次ぎ、1971年9月1日に、若い母親を救うための電話サービスとして「赤ちゃん110番」の開始を決めた。趣旨に賛同した医師や編集者などが集まり、朝日新聞でも大きな記事として掲載されて話題になり、電話は鳴りやまなかった。そして日本電信電話公社（現NTT）代々木電話局の電話回線がパンクした。これは電話交換機の物理的な容量を超えるアクセスがあった場合に起きるトラブルで、現代に置き換えるとサーバーダウン状態であった。
さらには電話相談に対する課金モデルを提案したことで、当時は認可されなかった「通話料と情報料の二重課金制度」を使ったニュービジネスという大きなハードルに取り組んだ。今野の熱意と社会のニーズに突き動かされた日本電信電話公社（現NTT）の営業局長の遠藤正介が、20年をかけて法改正を果たし、通信料と情報料を一括して徴収し、情報提供事業者にその代金を支払う「ダイヤルQ2」（電話を通じて情報を提供する事業者に代わって，日本電信電話 NTTが利用者からの情報料回収を行なうサービス。正式にはダイヤルキューと呼ぶが、0990で始まる10桁の番号をダイヤルすることから，99（キューキュー）をキューツーと読み替え，ダイヤルキューツーの呼称が定着した。）という爆発的人気ビジネスモデルの元となった。
今野は日本初の電話相談というニュービジネスを起こした女性ベンチャーとして、また生活者視点を持つ民間人有識者として政府に認められ、これまでに約50回にわたり（経済産業省調べ）の政府機関で、政府税制調査会や金融審議会、電気通信審議会、産業構造審議会、教育課程審議会、薬事・食品衛生審議会、水産政策審議会などの審議委員を歴任してきた。
こうした場で得た人脈の中から、ダイヤル・サービス株式会社の社社内勉強会の機会として、1978年、ダイヤル・サービス株式会社創業9年目に「原宿サロン」という勉強会･異業種交流会を始めた。第一回目の講師は審議会で知り合った、上野動物園の初代園長、古賀忠道だった。「原宿サロン」という名前は、当時の本社事務所のあった原宿セントラルアパートで開催していたことに由来する。その後の原宿サロンは、43年間にわたって500回以上の月例会を続けており、経済人、政治家、官僚、学者、芸術家、アスリート、評論家などあらゆる分野のトップランナーが登壇してきた。これまでに、塙義一（日産自動車会長）、三浦雄一郎、生田正治（日本郵政公社総裁）、奥田碩（トヨタ自動車㈱会長）、立石義雄（オムロン㈱代表取締役会長）、北城恪太郎（日本アイ・ビー・エム㈱代表取締役会長）、西村康稔（衆議院議員）、野中ともよ（三洋電機㈱ 代表取締役会長）、出井伸之（ソニー㈱ 最高顧問）、山中伸弥（京都大学教授）などが登壇してきた。
「原宿サロン」は2020年8月以来コロナ対策としてオンライン化の試験運用を開始し、寺島実郎（日本総研理事長）、大山健太郎（アイリスーオーヤマ会長）、南部靖之（パソナグループ代表）、孫泰蔵（ミスルトゥ代表）、自見はなこ参議院議員、塚原光男／千恵子（オリンピック体操金メダリスト夫妻）、坂東眞理子（昭和女子大学総長）、桂由美（ブライダル・ファッションデザイナー）、井沢元彦（歴史小説作家）、野本弘文（東急グループ会長）、大木トオル（音楽家、国際セラピードッグ協会創立者）、橋本五郎（読売新聞東京本社特別編集委員）、福田尚久（日本通信代表取締役社長）、和田秀樹（精神科医、評論家）などとの対談形式でオンライン配信を続けている。
2021年6月現在、今野由梨は情報サービス分野で85歳の現役女性創業経営者として未だにフルタイムで約300人の社員の陣頭指揮を執っている。
ダイヤル・サービス株式会社は2019年に創業50周年を迎え、30種類を超える電話110番のサービスを、政府や自治体、企業をクライアントとして受託している。

## 略歴
- 1936年 - 三重県桑名市生まれ
- 1948年-  桑名市立精義小学校卒業
- 1951年 - 桑名市立成徳中学校卒業
- 1954年 - 三重県立桑名高等学校普通科卒業
- 1958年 - 津田塾大学英文学科卒業
- 1964年 - 世界博覧会（New York）にて日本館のコンパニオン／広報担当者として渡米
- 1969年 - ダイヤル・サービス株式会社設立
- 1979年 - 株式会社生活科学研究所設立、所長就任
- 1981年 - 財団法人国際科学技術博覧会協会（つくば博）広報委員就任
- 1982年 - 郵政省「家庭における情報化に関する調査委員会」委員（～1984年）
- 1984年 - 科学技術会議　専門委員
- 1985年 - 「つくば科学技術博覧会」基本構想委員、広報担当委員就任
- 同年 - 社団法人ニュービジネス協議会（通商産業省産業政策局サービス産業課を主務官庁として設立された我が国最初の公益法人）設立メンバー
- 同年 - Dial Service International Inc. 設立　（ニューヨーク）
- 同年 - 米国女性経営者200人の会(The Committee of 200) 初の日本人メンバー となる
- 同年 - 「情報化月間」　郵政大臣賞　受賞
- 1986年 - 経済同友会　入会
- 1990年 - 安田生命保険相互会社　初の社外女性取締役に就任
- 1991年 - 経済同友会 幹事就任（2007年迄）
- 同年 - 東京商工会議所　議員
- 1992年 - 「ウィメン・リーダーズ・フォーラム・ジャパン」（WLF）主宰
- 1992年6月に北海道のゴルフコースで1日に8.5ラウンド・153ホールで16時間10分をかけて完全ホールアウトし、マラソンゴルフ日本新記録を達成。94年版ギネスブックに掲載された。
- 1993年 - 財団法人21世紀日本委員会（旧2001年日本委員会） 理事長就任
- 1995年 - 財団法人21世紀日本委員会（旧2001年日本委員会）の基本財産不正流用事件に巻き込まれたが、潔白を証明。
- 1996年 - 原子力政策円卓会議メンバー
- 同年 - 財団法人東京海上スポーツ財団　評議員就任
- 1997年 - 財団法人出版文化産業振興財団　理事就任
- 1998年 - 「世界優秀女性起業家賞（ The Leading Women Entrepreneurs of the World", The Star Group, US）」受賞
- 2000年 - 財団法人ヤマト福祉財団　評議員就任
- 同年 - 聖徳大学・聖徳大学短期大学部　客員教授就任
- 同年 - 日本政策投資銀行　業務懇談会　委員就任
- 2001年 - 「Asia Leaders Award」　受賞
- 2003年 - 東京ガス　社外取締役就任（～2007年）
- 同年 - 学校法人法政大学　第三者評価委員会　委員就任（～2007年）
- 同年 - サザンクロスカントリークラブ　理事長就任
- 同年 - 日本ニュービジネス協議会連合会 副会長就任
- 2004年 - 東京商工会議所　常議員就任
- 同年 - 有限責任中間法人　日本取締役協会　理事就任
- 2005年 - 社団法人日本ニュービジネス協議会連合会　副会長就任
- 2006年 - 社団法人日本ニュービジネス協議会連合会　理事就任
- 北海道大学　経営協議会　委員就任
- 2007年 - 旭日中綬章　受章
- 2010年 - 東京商工会議所 特別顧問就任
- 2012年 - 公益社団法人日本ニュービジネス協議会連合会　特別理事就任
- 2016年 - 一般社団法人 日本介護事業連合会 副会長就任
- 同年 - 東京商工会議所 オリンピック・パラリンピック特別委員会顧問就任
- 2018年 - 一般財団法人 全国SNSカウンセリング協議会 常務理事就任

## 主な受賞歴と活動
- 1985年 - 情報化月間「郵政大臣賞」受賞
- 1992年 - マラソンゴルフ日本新記録（1日153ホール／8.5ラウンド完全ホールアウト）樹立　（ギネスブック1994年版掲載）
- 1998年 - 世界優秀女性起業家賞 ”The Leading Women Entrepreneurs of The World” 受賞
- 2007年 - 「旭日中綬章」受章
- 同年 - 東京商工会議所　15年永年表彰
- 2010年 - 「15th APEC Women Leaders Network Meeting」基調講演

## 主な公職歴
- 内閣府　「国民生活審議会」　臨時委員　（1984年～86年）
- 郵政省　「電気通信審議会」　委員　（1986年～90年）
- 通商産業省　「ニュービジネス振興委員会」　委員　（1987年）
- 通商産業省　「産業構造審議会」　専門委員　（1987年～88年）
- 通商産業省　「アウトドア・ライフ・デザイン研究会」　委員　（1988年）
- 通商産業省産業構造審議会　「90年代政策部会」　臨時委員　（1989年～90年）
- 通商産業省産業構造審議会　委員　（1990年～9８年）
- 通商産業省産業構造審議会総合部会　「福祉機器技術政策小委員会」　委員　（1992年）
- 通商産業省輸出検査及びデザイン奨励審議会　専門委員　（1992年～93年）
- 通商産業省産業技術審議会　臨時委員　（199９年～０１年）
- 通商産業省　「家庭支援サービス研究会」　委員　（1993年）
- 通商産業省　「家庭支援サービスのあり方検討委員会」　委員　（1994年）
- 北海道開発庁北海道開発審議会　特別委員　（1992年～96年）
- 運輸省運輸政策審議会 委員　（1988年～96年）
- 農林水産省林野庁中央森林審議会　委員　（1989年～94年）
- 厚生省生活環境審議会　委員　（1993年～00年）
- 厚生省薬事・食品衛生審議会　臨時委員　（2001年～05年）
- 厚生省厚生科学審議会　臨時委員　（2002年～04年）
- 税制調査会　委員　（1994年～03年）
- 文部省教育課程審議会　委員　（1996年～98年）
- 建設省河川審議会　専門委員　（1998年～01年）
- 金融審議会　委員　（2005年～07年）
- 郵政省　「家庭における情報化に関する調査研究会」　委員　（1982年～84年）
- 科学技術会議　専門委員　（1984年～86年）
- 資源エネルギー庁　「21世紀エネルギービジョン企画小委員会」　委員　（1988年～89年）
- 通商産業省　「情報化対策委員会」　委員　（1988年～89年）
- 通商産業省　「健康サービス産業創造研究会」　委員　（2002年～03年）
- 経済企画庁　「物価安定政策会議」　委員　（1988年～94年）
- 科学技術庁　「宇宙開発委員会」　専門委員　（1994年～95年）
- 国土庁　「国土計画基本問題懇談会」　委員　（1994年）
- 内閣府　「生活産業創出研究会」　委員　（2002年）
- 日本郵政公社設立委員　（2002年～03年）
- 総務省　「地域づくり懇談会」　委員　（2006年～07年）

## 主な地方自治体委員歴
- 愛知県　地方計画委員会　専門委員　（1988年～89年）
- 鹿児島県　薩摩大使　（1989年～07年）
- 千葉県幕張海浜公園事業提案協議審査委員会　委員　（1990年～91年）
- 山口県科学技術振興会議　委員
- 山口県科学技術信仰奨励賞選考委員会　委員　　（1990年～91年）
- 公益財団法人三重県文化振興事業団　理事　（1992年～98年）
- 三重県観光大使　（1999年～06年）
- みえの国観光大使　（2007年～現在）
- 長崎県　長崎奉行
- 栃木県マロニエ特使
- 富山県立山倶楽部
- 岐阜県織部連
- 石川県産業科学技術会議議員
- 岐阜県円空大賞選考委員会委員
- 徳島県「カモンとくしま」アドバイザリー・スタッフ
- e-とくしま推進会議委員

## 主な民間団体歴
- 公益社団法人ニュービジネス協議会　理事　（1985年～94年）
- 同　　　　　　　　　　　　　　　　副会長　（1994年～05年）
- 公益社団法人ニュービジネス協議会　連合会　副会長　（2005年～06年）
- 同　　　　　　　　　　　　　　　　　　　　理事　（2007年～現在）
- 一般社団法人関東ニュービジネス協議会　副会長　（2005年～06年）
- 同　　　　　　　　　　　　　　　　　　アドバイザリーボード　委員　（2006年～現在）
- 財団法人国際科学技術博覧会協会（つくば博）会場計画担当　常任理事スタッフ　（1981年～1982年）
- 同　　　　　　　　　　　　　　　　　　　　　　　　　　　広報委員会　委員　（1981年～1985年）
- 米国女性経営者200人の会（Committee of 200）メンバー　（1987年～05年）
- 社団法人経済同友会　幹事　（1991年～）
- 東京商工会議所　議員　（1991年～2004年）
- 同　　　　　　　常議員　（2004年～）
- 財団法人地球市民財団　理事　（1993年～）
- 財団法人2001年日本委員会　理事長　（1993年～）
- 公益財団法人東京海上スポーツ財団　評議員　（1996年～）
- 一般財団法人出版文化産業振興財団　理事　（1997年～）
- 公益財団法人日本舞踊振興財団　理事　（1998年～）
- 公益財団法人ヤマト福祉財団　評議員　（2000年～）
- 公益財団法人中曽根康弘世界平和研究所　評議員　（2001年～）
- 有限責任中間法人日本取締役協会　幹事　（2004年～）

## その他の経歴
- 聖徳大学・聖徳大学短期大学部　客員教授　（2000年）
- 日本政策投資銀行　業務懇談会　委員　（2000年～2008年）
- 学校法人法政大学第三者評価委員会　委員　（2003年～2007年）
- サザンクロスカントリークラブ　理事長　（2003年）
- 国立大学法人北海道大学　経営協議会　委員　（2006年）

## 著書
- 『ベンチャーに生きる―私のチャレンジ半生記』　日本経済新聞社　2004年。　ISBN 9784532311773
- 『女の選択』 NHK出版　2009年。　ISBN 9784140814017
- 『だいじょうぶ。』　ダイヤモンド社　2015年。　ISBN 9784478066980
- 『女性が会社をつくるとき　－私たちにも翔べた』　今野由梨／大河原愛子　東洋経済新報社　1995年。　ISBN 9784492552599
- 『80代、人生これから』今野由梨　双葉社　2022年